# آدم بی‌سر و پا (فیلم)
آدم بی‌سر و پا (انگلیسی: Scalawag) یک فیلم به کارگردانی کرک داگلاس است که در سال ۱۹۷۳ به نمایش درآمد، آدم بی‌سر و پا اولین فیلم از مجموع دو فیلم است که او کارگردانی آنها را بر عهده داشت، فیلم دیگر گروه کمک کلانتر می‌باشد. این فیلم بازگویی وسترن از رمان جزیره گنج اثر رابرت لویی استیونسن است.

## بازیگران
- کرک داگلاس در نقش پگ
- مارک لستر در نقش جیمی
- نویل برند در نقش بریمستون
- جرج ایستمن در نقش دن آراگون
- دان استراود در نقش ولوِت